# L'universo senza stringhe
L'universo senza stringhe. Fortuna di una teoria e turbamenti della scienza (in originale The Trouble With Physics: the Rise of String Theory, the Fall of a Science, and What Comes Next) è un libro di Lee Smolin pubblicato nel 2006 che parla dei problemi che caratterizzano i precedenti trent'anni di sviluppo della fisica e in particolare la teoria delle stringhe.
Il libro ha causato notevoli discussioni nella comunità scientifica culminate nel convegno intitolato "Guerra delle stringhe", il cui nodo cruciale fu il dibattito tra Smolin e Leonard Susskind.

## Edizione italiana
- Lee Smolin, L'universo senza stringhe. Fortuna di una teoria e turbamenti della scienza, traduzione di Simonetta Frediani, Collana Saggi n.888, Torino, Einaudi, 2007,  p. 368, ISBN 978-88-06-17017-2.